# Symphytognathidae
Symphytognathidae Hickman, 1931 è una famiglia di ragni appartenente all'infraordine Araneomorphae.

## Etimologia
Il nome deriva dal greco σὺμφυτος, symphytos cioè che cresce insieme, unito, e γνάθος, gnàthos, cioè apparato boccale, mascella, in quanto è formata da un unico pezzo, ed il suffisso -idae, che designa l'appartenenza ad una famiglia.

## Caratteristiche
Sono ragni di piccole dimensioni che annoverano fra loro il ragno più piccolo, il Patu digua, che con un bodylenght (lunghezza del corpo senza le zampe) di soli 0,37 millimetri rende ben ardua la possibilità di osservarlo nell'ambiente boscoso dove dimora.

## Distribuzione
Sono diffusi nell'America centrale e meridionale nella fascia compresa fra i due tropici. Nella regione australiana si trovano gli Anapistula (solo Anapistula ishikawai è reperito in Giappone e Anapistula jerai nell'Asia sudorientale). Il genere Symphytognatha è diffuso invece in alcune zone dell'Africa.
Una distribuzione a chiazze in quasi tutti i continenti spesso è indice di specie relitta, prima comune in tutti gli habitat, poi man mano soppiantata da altri ragni. Non sembra essere questo il caso a causa della piccolezza delle dimensioni; ciò infatti comporta che tranquillamente possano esservi numerose altre specie in attesa di essere scoperte e quindi la distribuzione nota ad oggi di questo genere probabilmente andrà rivista.

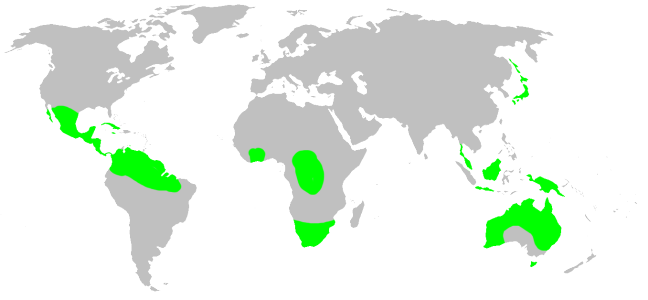
Symphytognathidae, distribuzione

## Tassonomia
Attualmente, a novembre 2020, si compone di otto generi e 87 specie:
- Anapistula Gertsch, 1941 — America centrale e meridionale, Africa, Asia orientale e sudorientale, Australia
- Anapogonia Simon, 1905 — Giava
- Crassignatha Wunderlich, 1995[2] - Cina, Malaysia
- Curimagua Forster & Platnick, 1977 — Panama, Venezuela
- Globignatha Balogh & Loksa, 1968 — Brasile, Belize
- Iardinis Simon, 1899 — India, Nepal
- Patu Marples, 1951 — Cina, Colombia, Giappone, Vietnam, isole Samoa, Nuova Guinea, isole Seychelles, isole Figi
- Symphytognatha Hickman, 1931 — dal Messico al Brasile, Africa, Australia, Nuova Guinea.